# Hong
Hong – rodzaj chrząszczy z rodziny biedronkowatych i podrodziny Microweiseinae. Obejmuje trzy opisane gatunki. Zamieszkują krainy australijską i neotropikalną.

## Morfologia
Chrząszcze o podługowato-owalnym, wysklepionym ciele długości od 1,1 do 1,3 mm i szerokości od 0,6 do 0,7 mm. Ubarwienie mają brązowe lub rudobrązowe, czasem z ciemniejszą plamą pośrodku pokryw. Wierzch ciała porastają długie i delikatne szczecinki.
Głowa jest ryjkowato wydłużona, z ponad trzykrotnie dłuższym niż panewki czułkowe i wokół nich wykrojonym, po bokach obrzeżonym frontoklipeusem. Czułki buduje dziesięć członów, z których trzy ostatnie formują buławkę. Bruzdy podczułkowe są słabo widoczne. Zbudowane z dużych omatidiów oczy złożone są nagie. Szczęki mają pozbawione dołków palpifery i wydłużone, ku szczytom zwężone człony końcowe głaszczków szczękowych. Warga dolna ma bardzo wąski podbródek, bardzo wąską i dłuższą od niego bródkę oraz wąsko odseparowane głaszczki wargowe. Gula jest dłuższa niż szersza.
Poprzeczne przedplecze ma łukowatą krawędź przednią, przednie kąty nieoddzielone liniami od dysku oraz krawędzie boczne lekko, tępo ząbkowane. Kształt tarczki jest trójkątny. Pokrywy mają bezładnie i grubo punktowaną powierzchnię oraz dochodzące do ⅔ ich długości epipleury. Skrzydła tylnej pary są wykształcone. Przedpiersie ma słabo rozwinięty, półkowaty, nienakrywający od spodu narządów gębowych płat przedni oraz pozbawione jest żeberek. Wyrostek międzybiodrowy śródpiersia jest wyniesiony. Poprzeczne zapiersie ma pełne i odgięte linie udowe. Smukłe odnóża kończą się czteroczłonowymi (nibytrójczłonowymi) stopami o niezmodyfikowanych pazurkach.
Odwłok ma pięć widocznych na spodzie sternitów (wentrytów), z których pierwszy jest tak długi jak dwa następne razem wzięte i zaopatrzony w opadające, kątowo załamane linie udowe obrzeżone grubymi punktami oraz ukośne linie dodatkowe. Samiec ma niesymetryczny tegmen, szerokie paramery o zaokrąglonych szczytach, wąski płat środkowy fallobazy oraz w nasadowej ćwiartce zakrzywione i dalej proste prącie o wyodrębnionej kapsule nasadowej. Samica ma zesklerotyzowaną i wielokomorową spermatekę, pozbawioną infundibulum torebkę kopulacyjną oraz trójkątne gonokoksyty z wierzchołkowo umieszczonymi, wydłużonymi gonostylikami.

## Rozprzestrzenienie
Przedstawiciele rodzaju zamieszkują krainy australijską i neotropikalną. Jeden gatunek jest endemitem australijskiego Queenslandu, pozostałe zaś są endemitami Chile.

## Taksonomia
Do omawianego rodzaju zalicza się trzy opisane gatunki:
- Hong glorious Ślipiński, 2007
- Hong guerreroi González et Escalona, 2013
- Hong slipinskii González et Escalona, 2013

Rodzaj i gatunek typowy wprowadzone zostały w 2007 roku przez Stanisława Adama Ślipińskiego. Nazwę rodzajową nadano na cześć Pang Honga. Dwa kolejne gatunki opisane zostały w 2013 roku przez Guillerma Gonzáleza i Hermesa Escalonę.
Z analizy filogenetycznej przeprowadzonej w 2020 roku przez Karola Szawaryna, Jaroslava Větrovca i Wiolettę Tomaszewską wynika zajmowanie przez Hong w obrębie Microweiseini pozycji siostrzanej dla rodzaju Cathedrana.